# Hémoglobine A
Cet article court présente un sujet plus développé dans : Hémoglobine.
L'hémoglobine A, couramment symbolisée par HbA, est la principale forme d'hémoglobine de l'homme, constituant plus de 97 % de l'hémoglobine totale des érythrocytes d'un adulte sain. Elle est constituée de deux sous-unités α et deux sous-unités β, de sorte que sa formule s'écrit α2β2.
Structure
L’hémoglobine A est une protéine tétramérique, constituée de quatre chaînes polypeptidiques : deux chaînes alpha (α) et deux chaînes bêta (β). Chaque chaîne contient un groupe hème capable de lier un atome de fer (Fe²⁺), lequel est responsable de la fixation d’une molécule d’oxygène.
Fonction
La principale fonction de l’hémoglobine A est le transport de l’oxygène. Chaque molécule d’HbA peut transporter quatre molécules d’oxygène, une par groupe hème. L’oxygène est capté dans les poumons où la pression partielle d’oxygène est élevée, et il est libéré dans les tissus où la pression d’oxygène est plus faible. Ce transport se fait grâce à un phénomène appelé effet coopératif, dans lequel la liaison d’une molécule d’oxygène à un groupe hème augmente l’affinité des autres groupes hème pour l’oxygène, facilitant ainsi sa capture dans les poumons et sa libération dans les tissus. En plus de l’oxygène, l’hémoglobine A participe également au transport du dioxyde de carbone (CO₂) sous forme de bicarbonate vers les poumons pour son élimination.
Propriétés biochimiques
L’hémoglobine A présente un effet Bohr : une augmentation de la concentration en CO₂ ou une diminution du pH dans les tissus diminue l’affinité de l’HbA pour l’oxygène, favorisant ainsi la libération de l’oxygène là où il est nécessaire. Sa structure est dynamique, ce qui lui permet de changer de conformation en fonction de la quantité d’oxygène liée, facilitant le transport des gaz respiratoires.
Isoformes
L’hémoglobine A a des isoformes :
•HbA2 : C’est une forme mineure, composée de deux chaînes alpha et deux chaînes delta (α₂δ₂), représentant environ 2-3 % de l’hémoglobine totale chez l’adulte.
•HbF (hémoglobine fœtale) : Présente chez le fœtus, l’HbF a une plus forte affinité pour l’oxygène que l’HbA, ce qui lui permet de mieux capter l’oxygène du sang maternel.
Pathologies associées
•Anémie falciforme (HbS) : Une mutation dans le gène de la chaîne bêta crée l’HbS, qui forme des globules rouges en forme de faucille, provoquant des obstructions des vaisseaux sanguins et une réduction de la capacité de transport de l’oxygène.
•Thalassémie : Une production insuffisante des chaînes alpha ou bêta d’hémoglobine entraîne une anémie sévère et une réduction de la capacité de l’hémoglobine à transporter l’oxygène.
Production et régulation
L’hémoglobine A est codée par les gènes HBA1 et HBA2 (pour les chaînes alpha) et HBB (pour la chaîne bêta), situés respectivement sur les chromosomes 16 et 11. Les mutations dans ces gènes peuvent conduire à des maladies génétiques telles que la thalassémie et l’anémie falciforme.
Conclusion
L’hémoglobine A est essentielle pour le transport de l’oxygène et du dioxyde de carbone dans le corps humain. Sa capacité à lier l’oxygène de manière coopérative, ainsi que son adaptation dynamique aux conditions physiologiques, lui permet de remplir efficacement son rôle dans la respiration. Cependant, des mutations ou des déséquilibres dans sa production peuvent entraîner des pathologies graves qui affectent la capacité du sang à transporter l’oxygène.